# Zápas na Letních olympijských hrách 2016 – ženy, volný styl do 48 kg
Zápasy v ve volném stylu na Letních olympijských hrách v Riu v kategorii bantamových vah žen proběhly v hale Carioca Arena 2 v přilehlé části Ria de Janeira v Barra da Tijuca 17. srpna 2016.

## Finále
| finále            |               |
| ----------------- | ------------- |
| Eri Tósakaová     | Eri Tósakaová |
| Marija Stadnyková | Eri Tósakaová |

## Opravy / O bronz
Do oprav se dostaly volnostylařky, které během turnaje v pavouku prohrály svůj zápas s jednou ze dvou finalistek.
| opravy    | opravy               | o bronz              |                 |
| --------- | -------------------- | -------------------- | --------------- |
| volný los | Zhuldyz Eshimovová   | Zhuldyz Eshimovová   | Sun Ja-nan      |
| volný los | Zhuldyz Eshimovová   | Zhuldyz Eshimovová   | Sun Ja-nan      |
|           | Haley Augellová      | Zhuldyz Eshimovová   | Sun Ja-nan      |
|           |                      | Sun Ja-nan           | Sun Ja-nan      |
| volný los | Patricia Bermúdezová | Patricia Bermúdezová | Elica Jankovová |
| volný los | Patricia Bermúdezová | Patricia Bermúdezová | Elica Jankovová |
|           | Iwona Matkowská      | Patricia Bermúdezová | Elica Jankovová |
|           |                      | Elica Jankovová      | Elica Jankovová |

## Pavouk
|   | 1/32              | 1/16                 | čtvrtfinále         | semifinále        | finále            |
| - | ----------------- | -------------------- | ------------------- | ----------------- | ----------------- |
| A | volný los         | Eri Tósakaová        | Eri Tósakaová       | Eri Tósakaová     | Eri Tósakaová     |
| A | volný los         | Eri Tósakaová        | Eri Tósakaová       | Eri Tósakaová     | Eri Tósakaová     |
| A | volný los         | Zhuldyz Eshimovová   | Eri Tósakaová       | Eri Tósakaová     | Eri Tósakaová     |
| A | volný los         | Zhuldyz Eshimovová   | Eri Tósakaová       | Eri Tósakaová     | Eri Tósakaová     |
| A | volný los         | Jessica Blaszková    | Haley Augellová     | Eri Tósakaová     | Eri Tósakaová     |
| A | volný los         | Jessica Blaszková    | Haley Augellová     | Eri Tósakaová     | Eri Tósakaová     |
| A | volný los         | Haley Augellová      | Haley Augellová     | Eri Tósakaová     | Eri Tósakaová     |
| A | volný los         | Haley Augellová      | Haley Augellová     | Eri Tósakaová     | Eri Tósakaová     |
| B | volný los         | Vinesh Phogatová     | Vinesh Phogatová    | Sun Ja-nan        | Eri Tósakaová     |
| B | volný los         | Vinesh Phogatová     | Vinesh Phogatová    | Sun Ja-nan        | Eri Tósakaová     |
| B | volný los         | Alina Vucová         | Vinesh Phogatová    | Sun Ja-nan        | Eri Tósakaová     |
| B | volný los         | Alina Vucová         | Vinesh Phogatová    | Sun Ja-nan        | Eri Tósakaová     |
| B | volný los         | Sun Ja-nan           | Sun Ja-nan          | Sun Ja-nan        | Eri Tósakaová     |
| B | volný los         | Sun Ja-nan           | Sun Ja-nan          | Sun Ja-nan        | Eri Tósakaová     |
| B | volný los         | Jasmine Mianová      | Sun Ja-nan          | Sun Ja-nan        | Eri Tósakaová     |
| B | volný los         | Jasmine Mianová      | Sun Ja-nan          | Sun Ja-nan        | Eri Tósakaová     |
| C | volný los         | Marija Stadnyková    | Marija Stadnyková   | Marija Stadnyková | Marija Stadnyková |
| C | volný los         | Marija Stadnyková    | Marija Stadnyková   | Marija Stadnyková | Marija Stadnyková |
| C | volný los         | Patricia Bermúdezová | Marija Stadnyková   | Marija Stadnyková | Marija Stadnyková |
| C | volný los         | Patricia Bermúdezová | Marija Stadnyková   | Marija Stadnyková | Marija Stadnyková |
| C | volný los         | Iwona Matkowská      | Iwona Matkowská     | Marija Stadnyková | Marija Stadnyková |
| C | volný los         | Iwona Matkowská      | Iwona Matkowská     | Marija Stadnyková | Marija Stadnyková |
| C | volný los         | Mercy Genesisová     | Iwona Matkowská     | Marija Stadnyková | Marija Stadnyková |
| C | volný los         | Mercy Genesisová     | Iwona Matkowská     | Marija Stadnyková | Marija Stadnyková |
| D | volný los         | Sotheara Chovová     | Carolina Castillová | Elica Jankovová   | Marija Stadnyková |
| D | volný los         | Sotheara Chovová     | Carolina Castillová | Elica Jankovová   | Marija Stadnyková |
| D | volný los         | Carolina Castillová  | Carolina Castillová | Elica Jankovová   | Marija Stadnyková |
| D | volný los         | Carolina Castillová  | Carolina Castillová | Elica Jankovová   | Marija Stadnyková |
| D | Milana Dadašovová | Milana Dadašovová    | Elica Jankovová     | Elica Jankovová   | Marija Stadnyková |
| D | Kim Hjon-kjong    | Milana Dadašovová    | Elica Jankovová     | Elica Jankovová   | Marija Stadnyková |
| D | Elica Jankovová   | Elica Jankovová      | Elica Jankovová     | Elica Jankovová   | Marija Stadnyková |
| D | Rebecca Muambová  | Elica Jankovová      | Elica Jankovová     | Elica Jankovová   | Marija Stadnyková |